# Elephantorrhiza
Elephantorrhiza là một chi thực vật có hoa trong họ Đậu.